# Laurel County
Laurel County is een county in de Amerikaanse staat Kentucky.
De county heeft een landoppervlakte van 1.128 km² en telt 52.715 inwoners (volkstelling 2000). De hoofdplaats is London.

## Bevolkingsontwikkeling

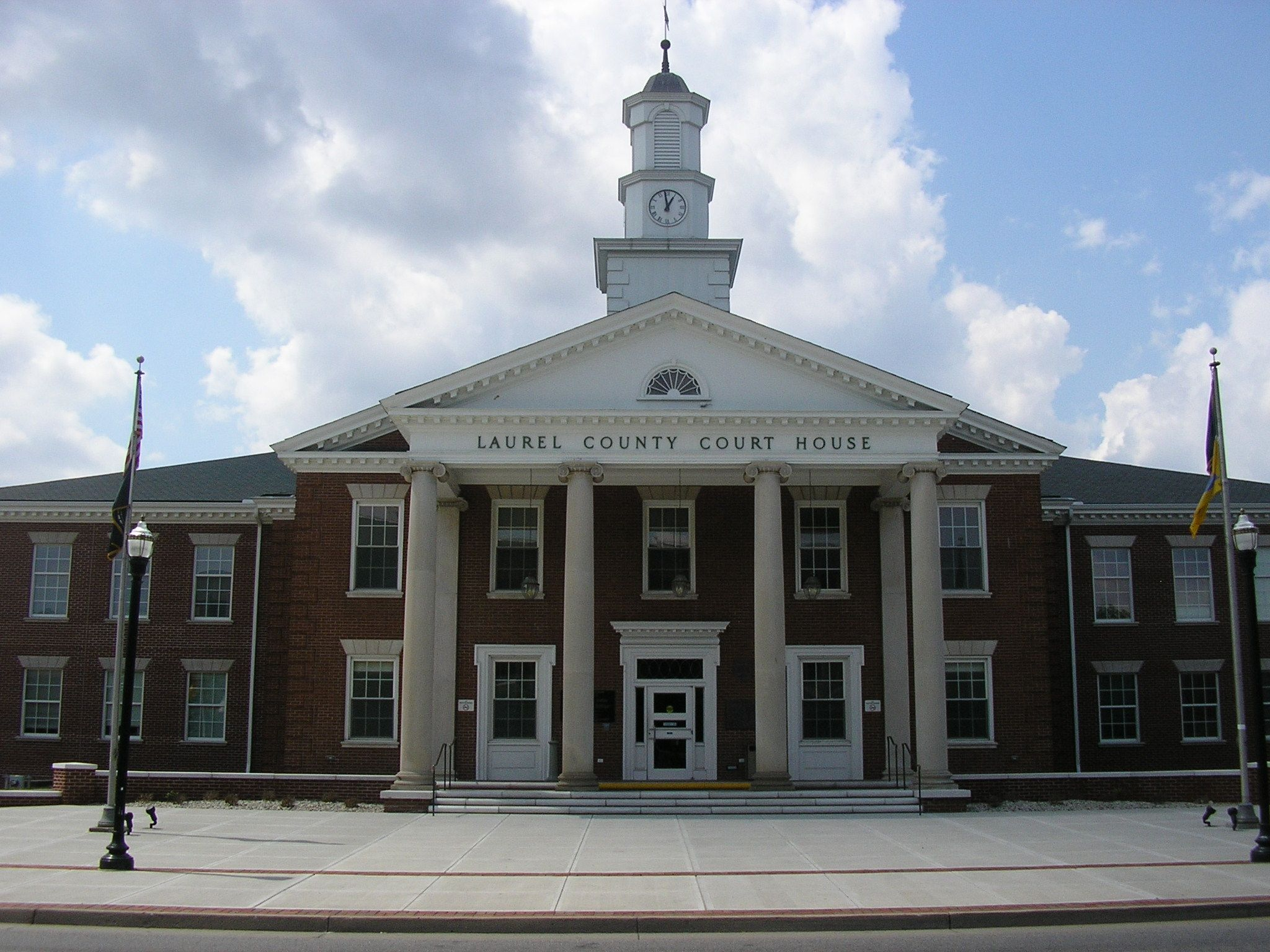
Laurel County Courthouse